# Samarahan
Huyện Samarahan là một huyện thuộc bang Sarawak của Malaysia. Huyện Samarahan có dân số thời điểm năm 2010 ước tính khoảng 86275 người.